# 熊髡
熊髡（?—?），夏朝政治人物，后羿的大臣，被稱為賢臣。
夏朝太康失位，后羿因为得到夏朝人民支持而取得君位，后羿开始用武罗、伯姻、熊髡、尨圉四人为辅佐，史称四辅。朝政治理比较好，为民称颂。后来后羿日益沉湎酒色，专门打猎，大失民心，重用寒浞，四人日渐疏远，最终免职。